# 甲賀瑞穂
甲賀 瑞穂（こうが みずほ、1973年〈昭和48年〉6月30日 - ）は、日本のファッションモデル、タレントである。所属芸能事務所は吉本興業東京本部やグッディだった。

## 来歴・人物
東京都出身。目白学園高等学校卒業。
ファッションモデルやタレントとして活動したほか、モデル時代の経験を活かしてダイエット関連の書籍を執筆、ビデオへの出演なども行っていた。
学生時代には芸能活動を行っていなかったが、1994年、クラリオンガール準グランプリ、及びカネボウ水着キャンペーンガールに選ばれる。その後は女性向けファッション雑誌「ViVi」の専属ファッションモデルや女優業をこなしていた。
結婚後の2001年4月から「トゥナイト2」（テレビ朝日系）で毎週水曜日に放送されていた勝谷誠彦が担当するコーナー（通称：勝谷コーナー）のアシスタントとして出演するようになったが、同年5月に妊娠していることが判明し、半年で降板している。この第一子妊娠中には妊婦向け雑誌「Balloon」（主婦の友社発行、2002年休刊）に何度か登場したことがある他、「女性自身」（光文社発行）に「姫の繁殖日記」→「姫の育児日記」を連載していた。
その後2004年3月にも出産し、現在は二児の母である。
2017年1月、離婚を公表。その後、同年7月には勝谷と事実婚の関係にあることを公表した。なお、勝谷は2018年11月28日に死去している。

## 活動

### テレビ番組
- トゥナイト2（テレビ朝日系）- 勝谷誠彦のアシスタントとして2001年4月〜9月の間、出演した

### 映画
- DEAD OR ALIVE 犯罪者（1999年11月27日公開）- マリコ 役
- 修羅がゆく11 名古屋頂点戦争（2000年2月18日公開）- サラ 役
- 女侠 夜叉の舞い（2000年7月22日公開）
- strain ストレイン（2001年1月12日公開） - 京子 役
- お前の母ちゃんBitch!（2010年9月25日公開）

### Vシネマ
- 続・バブルと寝た女たち（1999年12月3日発売）- 主演・乾美幸 役
- 湾岸闇仕事師YUKA（2000年5月21日発売）
- 雀狼伝 必殺! 亜空間殺法（2000年6月21日発売）
- 仁義25 流血の掟（2000年9月22日発売）
- 本気!17 侠気編（2000年11月3日発売）
- 嫌な奴。bitch!（2001年10月12日発売）

### 写真集
- SPELL BIND（近代映画社、1993年11月）ISBN 4764817292
- I LOVE YOU（ベストセラーズ、1996年2月）ISBN 4584170673
- オンディーヌ（音楽専科社、1998年8月）ISBN 487279009X
- 『Glam : Mizuho Kouga』ぶんか社、1999年2月10日。ISBN 482112257X。

### ビデオ
- 鯨井康雄のバーチャルカメラ　Vol.1 プライベートSEXY編（コアラブックス、1995年3月）
- 鯨井康雄のバーチャルカメラ　Vol.2 ビーチSEXY編（コアラブックス、1995年5月）
- いつもより敏感（笠倉出版社、1997年2月）
- LOVE BODY（パイオニアLDC、1997年3月）
- テリー伊藤責任編集 パチンコに逢いたい vol.1（日本コロムビア、1997年4月）

### 書籍
- ViVi専属モデル甲賀瑞穂のガルシニア9キロダイエット!!―飲むだけでヤセる!!（鹿砦社、1995年11月）ISBN 4846301168

### 雑誌
- デラべっぴん No.118（1995年9月号、英知出版）表紙

### ラジオ
- 週刊!桃缶ギルド「桃と瑞穂のお喋りナイト」（発するFM、月1回出演）